# István Tukacs
Dans le nom hongrois Tukacs István, le nom de famille précède le prénom, mais cet article utilise l’ordre habituel en français István Tukacs, où le prénom précède le nom.
 (novembre 2017).
Si vous disposez d'ouvrages ou d'articles de référence ou si vous connaissez des sites web de qualité traitant du thème abordé ici, merci de compléter l'article en donnant les références utiles à sa vérifiabilité et en les liant à la section « Notes et références ».
István Tukacs, né le 10 juillet 1958 à Nyíregyháza, est une personnalité politique hongroise, député à l'Assemblée hongroise, membre du groupe MSzP.